# Vector Markup Language
Vector Markup Language (w skrócie VML) – język z rodziny XML służący do generowania grafiki wektorowej stworzony przez Microsoft. Został zgłoszony do W3C jako standard w 1998 przez takie firmy jak Microsoft czy Macromedia. W tym samym czasie do W3C został zgłoszony przez Adobe i Sun także inny język generowania grafiki wektorowej z przeznaczeniem do wykorzystywania na stronach internetowych – PGML.
W wyniku prac standaryzacyjnych W3C powstał format SVG
Jako twórca VML, Microsoft wykorzystuje go do zapisywania grafiki przez większość aplikacji w pakiecie Microsoft Office od wersji Microsoft Office 2000 oraz wyświetlania grafiki w przeglądarce Internet Explorer od wersji 5.5.
Do wersji IE8 aby umożliwić wyświetlanie grafiki wektorowej wymagane było użycie VML. Projekt Google Maps, wykorzystywał VML do wyświetlania mapek, gdy był uruchamiany na przeglądarkach z rodziny Internet Explorer. Od wersji IE9 (według serwisu Can I use) przeglądarka Internet Explorer obsługuje już SVG.
Według dokumentacji Microsoft język VML nie jest już wspierany, nie będzie działał w przeglądarce Internet Explorer 10 w trybach „Interoperable quirks mode” oraz „IE10 standards mode”. Według Can I use wsparcie przeglądarek dla SVG obejmuje 95.63% wszystkich przeglądarek używanych przez użytkowników, dlatego gdy aplikacje nie muszą wspierać przeglądarki IE8 można zastąpić VML językiem SVG.

## Przykład
Poniższy przykład kodu wyświetli wypełnioną niebieską elipsę (przykład pochodzi z angielskiej Wikipedii).
```
<v:oval
 
style=
"position:absolute; left:0; top:0;

               width:100px; height:50px"

               
fillcolor=
"blue"
 
/>

```

Odpowiednik kodu takiego samego obrazka w SVG:
```
<ellipse
 
cx=
"50"
 
cy=
"25"
 
rx=
"50"
 
ry=
"25"
 
fill=
"blue"
/>

```